# Bohechío (kommun)
Bohechío är en kommun i Dominikanska republiken.   Den ligger i provinsen San Juan, i den centrala delen av landet, 110 km väster om huvudstaden Santo Domingo. Antalet invånare i kommunen är cirka 10 000.
Terrängen i Bohechío är kuperad åt sydväst, men åt nordost är den bergig.